# Zubní protéza

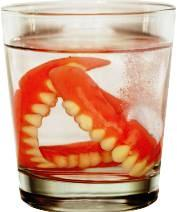
Zubní protézy

Zubní protéza je snímatelná protetická náhrada řešící ztrátu vlastních zubů. Současné studie ukazují, že ztráta vlastních zubů a nutnost následného zhotovení snímatelných náhrad (protéz) jsou nejčastějšími stomatologickými potížemi lidí v důchodovém věku, a spolu se stárnutím populace nabývá tato oblast na stále větším významu.
K pevným náhradám patří: kořenové nástavby, solokorunky a fixní můstky. Snímatelné zubní náhrady neboli protézy pak dělíme na částečné a celkové. Částečné snímatelné náhrady používáme tam, kde máme k dispozici ještě použitelné vlastní zuby, ale pevnou náhradu již zhotovit nelze. Částečná náhrada se skládá z pryskyřičné báze, dále obsahuje umělé pryskyřičné zuby a lité kotevní prvky, které ji stabilizují v ústech. S výhodou se používají i tzv. skeletové náhrady, které obsahují litý patrový či podjazykový třmen.
U bezzubých čelistí zhotovujeme celkové neboli totální protézy. Aby tyto protézy dobře držely (adherovaly) v ústech, musí jejich vnitřní plocha přesně kopírovat protézní lože.

## Omezení zubních náhrad
Ústní dutina je tvořena převážně měkkými tkáněmi a poměry v ní se neustále mění. Naproti tomu protézy jsou relativně stálé a tvrdé. Z toho vyplývá, že zubní protézy je zapotřebí opakovaně po čase upravovat a každý pacient potřebuje určitý čas, nežli si na ně zvykne.
Celkové protézy jsou vždy pouze náhradami původních zubů a jako všechny ostatní umělé náhrady proto mají svá omezení.
Protézy je nutné pravidelně na několik hodin denně odkládat (a to nejlépe v noci při spánku), aby si mohla ústa pacienta odpočinout.
Protézy nesmí přijít do styku s kyselinami, louhy, koncentrovaným alkoholem, vařící vodou a sálavým teplem (topná tělesa, kamna).

Ztráta zubů řešená zubní protézou
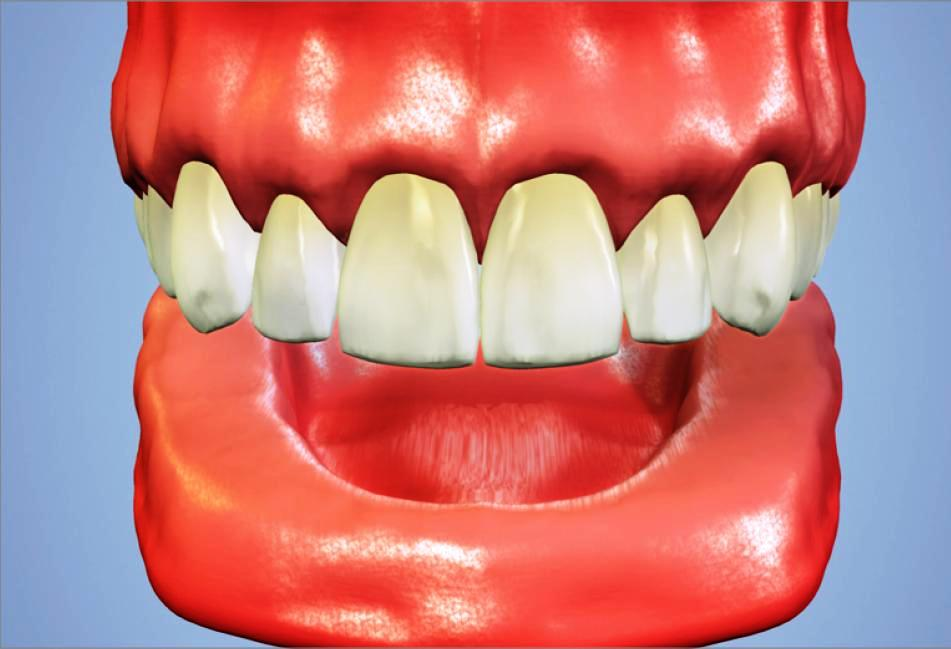
Bezzubá spodní čelist
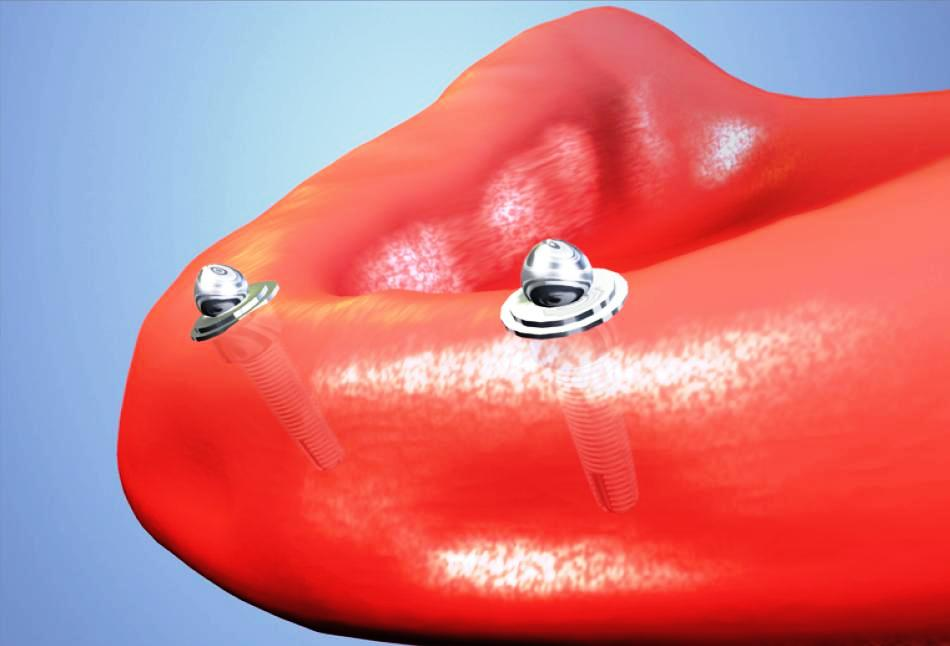
Zavedení implatátů na uchycení protézy
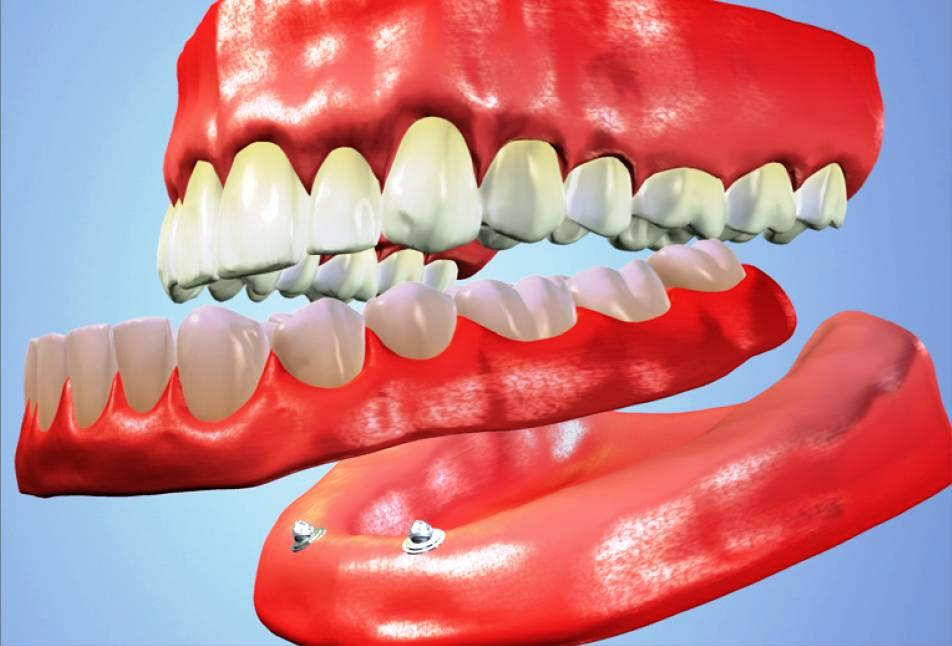
Nasazení protézy na zhojené implantáty
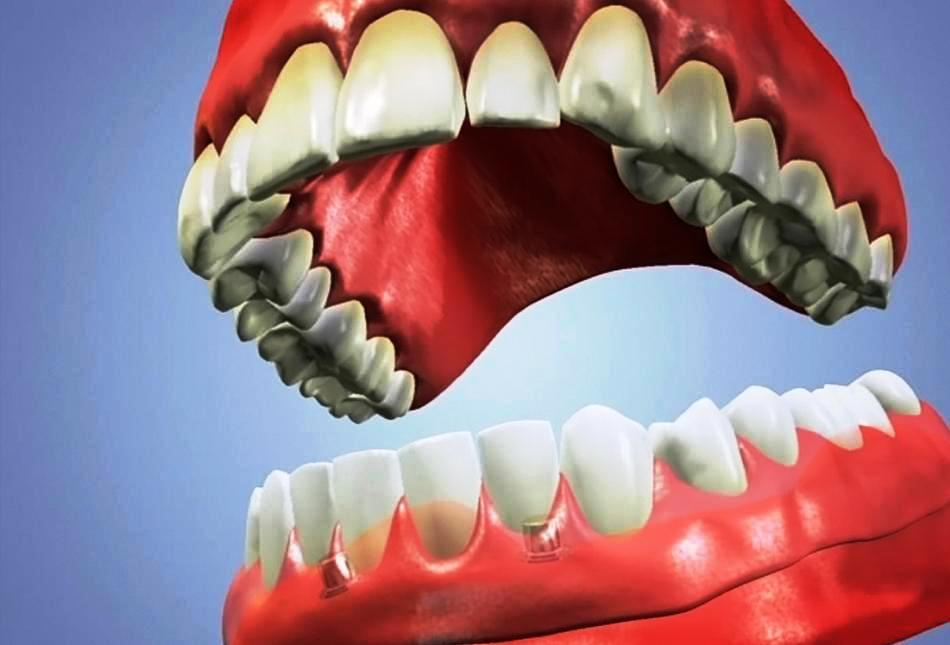
Výsledný vzhled čelisti s nasazenou protézou

## Zpracování stravy
Vždy trvá určitý čas, nežli se pacient naučí jíst s novou zubní protézou. V počátcích je třeba začít pouze s malým množstvím měkké stravy. S postupným růstem pacientovy důvěry v novou protézu je možno výběr stravy rozšířit. Vždy je však třeba dávat pozor na horké pokrmy a tekutiny – umělé pryskyřičné patro zbavuje pacienty citlivosti a mohli by si popálit měkké patro a jícen.

## Čištění a dezinfekce protéz
Je třeba dodržovat úzkostlivou hygienu dutiny ústní i zubních protéz. K čištění protéz používat buď měkký ruční kartáček nebo speciální kartáček na čištění umělých náhrad se zubní pastou a teplou vodou (vyvarovat se velmi horké vody). Vhodné jsou též speciální čisticí přípravky. Je třeba se vyvarovat abrazivních čisticích prostředků, které by mohly zdrsnit (poškrábat) jejich povrch.
Náhrady je nutné 2–3× týdně ponořit do speciálního čisticího roztoku na umělé náhrady, který obsahuje dezinfekční přísady. (Roztok vznikne rozpuštěním tablet, které jsou dostupné v lékárnách.)
Dezinfekce náhrad je stejně důležitá jako čištění. Povrch protéz totiž není optimálně hladký, při velkém zvětšení pod mikroskopem jsou viditelné malé komůrky, ve kterých přežívají škodlivé bakterie zubního povlaku, plísně a kvasinky včetně druhu Candida albicans. Tyto mikroorganismy není možné odstranit pouhým čištěním.
Pokud není protéza pravidelně dezinfikována, objevují se pod snímatelnou náhradou na sliznici dutiny ústní zanícené červené skvrny, které se časem zvětšují a mohou se na nich objevit i boláčky (stav vyžadující péči stomatologa).
Čistit je nutné nejenom protézu, ale i sliznici dutiny ústní, případně zbylé zuby nebo ošetřené kořeny zubů. K čištění a stimulaci sliznice ústní dutiny používat jemný zubní kartáček střední velikosti. Tím alespoň jednou denně vyčistit všechny oblasti, které jsou jinak kryté protézou.

## Udržování stability protéz
Ošetřující lékař by měl jednou ročně ověřit stabilitu a přilnavost protézy a zhodnotit rozložení žvýkacích sil. V ústech dochází ke změnám tvaru kostního-alveolárního výběžku a tyto změny bývají vždy spojovány se změnami podpůrných tkání a sliznice. Proto je třeba náhradu pravidelně upravovat a čas od času podložit. Tím zajistit, že náhrada nebude stlačovat měkké tkáně dutiny ústní.

## Problémy s protézami

### Slinění
V krátkém období, následujícím po obdržení protézy, se může pacient setkat s přechodným zvýšeným sliněním. Jedná se o přirozenou odezvu slinných žláz, která by měla sama ustat po uplynutí přibližně jednoho měsíce. Naopak, někteří pacienti mohou mít problémy s přilnutím náhrady ke sliznici díky tomu, že mají slin nedostatek. Nedostatek slin bývá většinou způsoben pravidelným užíváním některých léků (např. léky proti alergii, na snížení krevního tlaku atd.). Proto je třeba při zhotovování nových zubních náhrad sdělit nebo předat zubnímu lékaři seznam léků, které jsou užívány. Snížené množství slin v ústech umí zubní lékař vyřešit doporučením vhodného „lepidla“ nebo předepsáním umělé sliny.

### Otlaky neboli dekubity
Výskyt menších ložisek dráždění pod a v okolí okrajů nové nebo podložené náhrady je poměrně častým jevem. Ošetřující lékař úpravou náhrady tato místa odlehčí. Je-li dráždění velmi bolestivé, je nutné protézu přechodně odložit. Je však nutno zdůraznit, že lékaři velmi pomůže při hledání místa problému, když si náhradu pacient znovu vloží do úst alespoň tři hodiny před jeho návštěvou.

### Říhání a dávení
Jedná se o vzácné problémy. Tyto problémy, pokud se objeví, většinou velmi rychle ustoupí. Problémy s dávením lze řešit posypáním špičky jazyka špetkou soli těsně před vložením snímatelné náhrady do úst.

### Řeč
Ze začátku může nová náhrada narušit kvalitu řeči. Tento problém je sice nepříjemný, avšak málokdy přetrvává déle než jeden týden. Čtení nahlas může celý proces adaptace na novou náhradu značně urychlit.

### Pozor na kašel a kýchání
Prudký proud vydechovaného vzduchu může náhradu uvolnit. Pravděpodobnost, že se protéza uvolní, lze také snížit aplikací fixačního krému.